# سد فوم گلیتا
سد فوم گلیتا یک سد قوسی در موریتانی است که در Foum Gleita واقع شده‌است.